# X(3872)
En física de partícules, la partícula X(3872) és un candidat de mesó exòtic amb una massa de 3871.68 MeV/c² que no s'ajusta be al model de quarks a causa dels seus nombres quàntics diferents dels esperats per a estats formats per 2 o 3 quarks. Fou descobert el 2003 en col·lisions electró-positró a l'experiment Belle al Japó, i més tard confirmat per diverses altres col·laboracions experimentals. Diverses teories han estat proposades per a explicar la seva naturalesa, incloent-hi que es tracta d'una molècula mesònica o d'un parell diquark-antidiquark (tetraquark).
Els nombres quàntics de moment angular, paritat, i conjugació de càrrega són JPC = 1++, determinats per l'experiment LHCb a l'LHC del CERN el març de 2013.